# Девід Вонг
Джейсон Кейс Паргін (народився 10 січня 1975), відомий під псевдонімом Девід Вонг, американський письменник гуморист. Він є виконавчим редактором сайту Cracked.com  [Архівовано 12 березня 2022 у Wayback Machine.], написав два романи У Фіналі Джон Помре (2007) і В цій книзі повно павуків (2012). У 2012 році знято однойменний фільм по першому з них.

## Рання життя
Вонг народився в Ловренсвілі, штат Іллінойс. Він і його колега, інтернет письменник Джон Чіз (справжнє ім'я Мак Лайті(англ. Mack Leighty)), познайомилися в середній школі під час спільного уроку мистецтва. Їхня дружба та спільна праця втілились у роботі Девіда Вонга, їхні спільні пригоди надихали його в багатьох творах. Потім Вонг навчався в Університеті Південного Іллінойсу, на радіо-телевізійному факультеті, який закінчив в 1997 році У той час, він був частиною телевізійного шоу на Alt.news cable TV.
З 2012 року він живе в Маріоні, штат Іллінойс.

## PWOT і Cracked
У 1999 році Вонг створив свій власний гумористичний сайт PWOT, який в кінцевому підсумку був поглинутий сайтом Cracked.com.
Під час роботи як редактора в юридичній фірмі, він витрачав свої дні редагуючи страхові претензії і ночі викладаючи гумористичні статті на PWOT. Кожен Хелловін на сайті, він писав нову частину історії, що він опублікував онлайн. Приблизно 70000 чоловік прочитали безкоштовні версії, перш ніж вони були видалені у вересні 2008 року. За відгуками людей Вонг уявляв чим кінцевому рахунку стане книга, «У Фіналі Джон Помре».
Demand Media найняли Вонга як головного редактор для їх оновленого онлайн-журналу, Cracked.com. В рамках угоди, він PWOT було розміщено на форумах Cracked.com. Вонг відчув різнницю між старим Cracked, коли той ще був друкованим журналом та гумористичним сайтом Cracked.com, через численні оновлення і майже повністю новий персонал.
У популярній статті, опублікованій в Cracked.com, Вонг придумав неологізм «коло приматів» (англ. monkeysphere), який вводить поняття Числа Данбара в гумористичній манері. Вонг знову посилається на Число Данбара в своєму романі, В цій книзі повно павуків.

## Псевдонім Девід Вонг
Коли Паргін започаткував PWOT, він узяв собі псевдонімом Девід Вонг, щоб розмежовувати його реальне життя та життя онлайн. Оскільки велика частина його творів містить ситуації, схожі до його реального життя, він не хотів щоб його співробітники і роботодавці думали, що його історії про вигаданих персонажів були натхненні реальними людьми. Після його книги і фільму, його справжнє ім'я стало відоме, тоді Вонг зауважив: «Це не той випадок, ніби я в рамках програми захисту свідків або щось таке. Я просто намагаюся не ускладнювати все в моєму особистому житті.»

## У Фіналі Джон Помре

### Роман
У Фіналі Джон Помре був спочатку відхилений видавцями, і Вонг збирався кинути цю ідею, поки Джейкоб Кір, представник Permuted Press, погодився опублікувати роман в 2007 році Друге видання книги було опубліковане Thomas Dunne Books з доповненням в твердій палітурці 29 вересня 2009. Після здобуття успіху, роман зацікавив Дональда Коскареллі який вирішив адаптувати його у фільм.

### Фільм
У 2007 році, Коскареллі отримав право на екранізацію «У Фіналі Джон Помре». Зйомки проходили з кінця 2010 року до січня 2011 року на території Південної Каліфорнії.
Фільм (в головних ролях Чейз Вільямсон, Роб Маєс, Кленсі Браун, і Пол Джаматті), прем'єра якого відбулася на кінофестивалі «Санденс» 23 січня 2012 також презентований 12 березня 2012, на кінофестивалі в Остіні, штат Техас.